# Marie Menken
Marie Menken (* 25. Mai 1909 in New York City als Marie Menkevicius; † 29. Dezember 1970 in Brooklyn) war eine US-amerikanische experimentelle Filmemacherin und bildende Künstlerin.

## Leben und Werk
Bekannt ist Marie Menken vor allem durch ihr Werk als Experimentalfilmerin. Ihr erster Film, Geography Of The Body (1943), zeigt nackte Männer- und Frauenkörper in Nahaufnahme zu einem surrealistischen Text von George Barker. Ihr zweites Werk, Visual Variations On Noguchi (1945), eine rhythmisierte Dokumentation der Skulpturen Isamu Noguchis, gilt als einer der ersten Avantgarde-Filme über plastische Kunst. Typisch für ihre Filmweise ist die bewegte Handkamera.
Sie war verheiratet mit Willard Maas, einem Professor für Englisch am Wagner College in Staten Island. Mit ihrem Mann gründete sie die Gryphon Group, zu der auch Stan Brakhage, Charles Boultenhouse, Gregory J. Markopoulos, Ben Moore und Charles Henri Ford gehörten. Es war eine der ersten Kooperativen zur Förderung der Produktion und Distribution von Independent-Filmen. Marie Menken lebte mit Maas in der Montague Street in Manhattan, wo sie Salons für die New Yorker Kunstszene veranstalteten. Beide gaben 1962 eine Party, bei der sie durch Charles Henri Ford Andy Warhol kennenlernte. Um dieselbe Zeit studierte Gerard Malanga, kurze Zeit später Warhols erster Mitarbeiter, bei Maas Literatur am Wagner College. Wahrscheinlich war es diese Party, bei der beide sich erstmals gesehen haben.
Angeblich (nach Gerard Malanga und Mary Woronov) basiert das Theaterstück Wer hat Angst vor Virginia Woolf? von Edward Albee (der mit Maas befreundet war) auf der Beziehung zwischen Maas und Menken, die beide als schwere Trinker bekannt waren.

## Filme

### Filme von Marie Menken (Auswahl)
- Visual Variations on Noguchi (1945)
- Hurry! Hurry! (1957)
- Glimpse of the Garden (1957)
- Dwightiana (1957)
- Eye Music in Red Major (1961)
- Arabesque for Kenneth Anger (1961)
- Notebook (1962)
- Mood Mondrian (1965)
- Andy Warhol (1965)
- Wrestling (1964)
- Moonplay (1964–66)
- Drips in Strips (1961)
- Go Go Go (1962–64)
- Lights (1966)
- Sidewalks (1966)
- Excursion (c. 1968)
- Watts with Eggs (1967)

### Filme mit Marie Menken
- Andy Warhol: The Life Of Juanita Castro, 1965 (als Juanita, Schwester von Fidel Castro)
- Andy Warhol: Girls in Prison, 1965
- Andy Warhol: Chelsea Girls, 1966
- Jonas Mekas: Diaries, Notebooks and Sketches, 1969
- Kenneth Anger: Scorpio Rising, 1963

### Filmbiografie
- 2006: Notes on Marie Menken, Dokumentarfilm von Martina Kudláček